# الجسرة
الجسرة هي قرية ساحلية تقع على الساحل الغربي من مملكة البحرين. تقع في المحافظة الشمالية وعلى مقربة من جسر الملك فهد. يقع في القرية بيت الجسرة الذي ولد فيه أمير البحرين الراحل عيسى بن سلمان آل خليفة.

## الحرف اليدوية
يشار إلى وجود تاريخ للحرف اليدوية في القرية كما هو الحال في معظم القرى في البحرين مع وجود بعض الأسواق الخاصة بهم. أطلق مركز الحرف اليدوية المحلي في عام 1990 للحفاظ على الفنون والحرف اليدوية في قرية الجسرة. تشمل الحرف اليدوية المشغولات الخشبية والنسيج والفخار والقماش وصناعة السلال.

## بيت الجسرة
بيت الجسرة هو منزل تقليدي مبني في عام 1907 من قبل الشيخ حمد بن عبد الله آل خليفة واعتمد في وقت لاحق كمصيف للشيخ سلمان بن حمد آل خليفة. يشتهر بكونه مسقط رأس عيسى بن سلمان آل خليفة أمير دولة البحرين حتى عام 1999 في عام 1933. المنزل نفسه كان متداعي وأعيد ترميمه في عام 1986. شُيِّد المنزل بالحجارة المرجانية وجذوع شجرة النخيل.

## أعلام
- عيسى بن سلمان آل خليفة
- خليفة بن سلمان بن حمد آل خليفة
- أحمد آل خليفة